# Siyəzən
Siyəzən – miasto we wschodnim Azerbejdżanie, stolica rejonu Siyəzən. Liczy 23 747 mieszkańców (dane na rok 2008). Ośrodek przemysłowy.